# Янгул
Янгул, Айгульське, Чурюмське озеро (крим. Yangul gölü, рос. Янгул) — солоне озеро в Криму, що розташоване на півночі Красноперекопського району.
Тип загальної мінералізації — солоне. Походження — лиманне. Група гідрологічного режиму — безстічне.
Входить до складу Перекопської групи озер. Найближчий населений пункт — Карпова Балка.